# Tra cinque minuti in scena
Tra cinque minuti in scena è un film del 2012 diretto da Laura Chiossone.

## Trama
Gianna è un'attrice di teatro che sta realizzando uno spettacolo impegnativo da portare in scena. Inoltre si deve occupare dell'anziana madre malata, divenuta sempre meno autosufficiente. Fra il palco e la vita privata la protagonista deve trovare il tempo anche per la propria storia d'amore.

## Riconoscimenti
- 2013 - Annecy cinéma italien - Premio CICAE